# Сеид Мемић Вајта
Сеид Мемић Вајта (Травник, 8. март 1950) јесте југословенски и бошњачки певач и забављач. 

## Биографија
Пореклом је из Травника из којег је и његов први рок бенд „Екстра 2000“. Од 1975. до 1976. године, Вајта је био певач групе „Тешка индустрија“, која је доживела велики комерцијални успех на Балкану. Група се потом распала, али се поново ујединила 2007. године објављивањем новог албума.
Године 1981. је наступао на Песми Евровизије с песмом „Лејла“ и освојио 15 место.
Надимак „Вајта“ је добио по лику капетана Вајта из филма „Доживљаји капетана Вајта“ са Гаријем Купером у главној улози. Водио је и дечју емисију „Недељни забавник“. Годинама живи у Хамбургу.

## Фестивали
Гитаријада, Добој:
- прва награда за интерпретацију пјесме Wild thing, '67

Ваш шлагер сезоне, Сарајево:
- Само једном срце воли, прва награда за интерпретацију, 78
- Превари ме срце моје, '79
- Човјек без проблема, победничка песма, '81
- Наша писма, победничка песма, '82
- Одлазим, '87
- Лејла, пада снијег, 88
- Старе мелодије, '99

Опатија:
- Не дај се, '82
- Сјетим се Босне, '84
- Лабудови моји, победничка песма, '85
- Сретне љубави не постоје, трећа награда публике, '86

Сплит:
- Живот је маскенбал (са групом Тешка индустрија), '76
- Морнарева пјесма, победничка песма, '81
- Дођи и пољуби ме, '84
- Морнарева пјесма (Вече сплитских бисера), '90
- Маре и Марко (са групом Тешка индустрија), 2007

Загреб:
- Маријана, друга награда публике и награда стручног жирија Друштва хрватских композитора за најбољу песму фестивала, '82

Југословенски избор за Евросонг:
- Лејла (песма), Београд '81, победничка песма / Евросонг - 15. место (пратећи вокали: Неда Украден, Јадранка Стојаковић и Исмета Дервоз), '81
- Не заборави ме, треће место, Љубљана '82
- Сандра, дванаесто место, Приштина '86
- Опусти се, шеснаесто место, Београд '87

МЕСАМ:
- Зашто те мама пушта саму, друга награда публике, '86
- Палим се на свинг, друга награда за интерпретацију, '88

Макфест, Штип:
- Денес сум шкарт, '91

Бихаћ:
- Истина је тајна, лудо мала, '97
- Зашто тражиш истину од мене, '98

Међународни фестивал Форте, Сарајево:
- Кукурику-ку, '99

Марко Поло, Корчула:
- Вратит ћу се плавом небу југа мог, прва награда публике, 2001
- Ако ме забораве, прва награда стручног жирија, 2002

Пјесма Медитерана, Будва:
- Црногорка (са групом Макадам), 2005

Хрватски радијски фестивал:
- Нас двоје (са групом Тешка индустрија), 2007
- Тако су ми звијезде сјале (са групом Тешка индустрија), 2008

Херцеговачки радијски фестивал, Широки бријег:
- Грипа (са групом Тешка индустрија), 2007

Етно фест, Неум:
- Јахорина планина (са групом Тешка индустрија), 2007

Задар:
- Гдје, гдје год да пођем, 2010